# HD 176971
HD 176971，又名BD+22 3561，SAO 86716、HR 7207，是一颗恒星，视星等为6.4，位于銀經54.01，銀緯7.78，其B1900.0坐标为赤經18h 57m 34.6s，赤緯+22° 7.78′ 14″。